# الدوري النرويجي الممتاز 1984
الدوري النرويجي الممتاز 1984 (بالنرويجية: 1. divisjon fotball for menn 1984)‏ هو موسم من الدوري النرويجي الممتاز. الذي يشرف على تنظيمه اتحاد النرويج لكرة القدم، وكان عدد الأندية المشاركة فيه  12، وفاز فيه نادي فوليرينغا.